# Yasuichiro Yamamoto
Yasuichiro Yamamoto (山本 泰一郎, Yamamoto Yasuichiro) (1961) est un réalisateur japonais d'anime et storyboarder. Il est surtout connu pour avoir participé à l'anime Détective Conan.

## Biographie
En 1983, il intègre le studio Boomerang et devient animateur. En 1991, il fait ses premiers storyboards sur la série Watashi to Watashi: Futari no Lotte.

## Filmographie

### Réalisations
- 1996- : Détective Conan (série télévisée) - Réalisateur (ep 119 - 332), storyboard, directeur d'épisode
- 2000-09 : Détective Conan - OAV - Réalisateur
- 2004-2012 : Détective Conan - Les films - Réalisateur (films 8 à 14), superviseur (films 15 à 16)

### Autres
- 1983 : Urusei Yatsura - Only You (film) - Intervalliste
- 1983-84 : Georgie (série télévisée) - Animateur clé, intervalliste
- 1984 : God Mazinger (série télévisée) - Animateur clé
- 1986 : Windaria (film) - Animateur clé
- 1988-90 : Jeu, set et match ! - OAV (OAV) - Animateur clé
- 1991 : Ochame na futoga Kurea Gakuen monotogari (série télévisée) - Directeur d'épisode
- 1991-92 : Watashi to Watashi: Futari no Lotte (série télévisée) - Storyboard (ep 16,20,23,26), directeur d'épisode (ep 8,12,16,20,23,28)
- 1992-93 : My Patrasche (série télévisée) - Storyboard (ep 5,10,14,19,24), directeur d'épisode (ep 1,5,10,14,19,24,26)
- 1993-94 : Heisei Inu Monogatari Bow (série télévisée) - Directeur d'animation (ep 24)
- 1994-1995 : Red Baron (série télévisée) - Storyboard (ep 20,27,34,39,44), directeur d'épisode (ep 4,20,27,34,39,44), directeur d'animation (ep 4)
- 1995 : Zenki (série télévisée) - Directeur d'animation (ep 5)
- 1995-96 : Saint Tail (série télévisée) - Storyboard (ep 3,4,6,12,18,22,26,28,35,39), directeur d'épisode (ep 1,6,12,18,22,26,28,35,39)
- 1998-99 : Ah! My Goddess (série télévisée) - Storyboard (ep 10,23,24), directeur d'épisode (ep 5,10,15,20)
- 2000-08 : Hamtaro (série télévisée) - Storyboard, directeur d'épisode
- 2005 : Kamichu! (série télévisée) - Storyboard (ep 10)
- 2005-06 : Angel Heart (série télévisée) - Storyboard (ep 33, 41)
- 2006-07 : Pururun! Shizuku-chan (série télévisée) - Storyboard (ep 6)
- 2006-07 : Ken-ichi le disciple ultime (série télévisée) - Storyboard (ep 40), directeur d'épisode (ep 40)
- 2008 : Itazura na Kiss (série télévisée) - Storyboard (ep 20)